# Siphona creberrima
Siphona creberrima là một loài ruồi trong họ Tachinidae.